# Estado del bienestar
Estado del bienestar, estado benefactor, estado providencial o sociedad del bienestar es un concepto de la ciencia política y económica con el que se designa a una propuesta política o modelo general del Estado y de la organización social, según la cual el Estado provee servicios en cumplimiento de los derechos sociales a la totalidad de los habitantes de un país. El sociólogo británico Thomas H. Marshall describió el estado de bienestar moderno como una combinación distintiva de democracia, bienestar social y capitalismo. En este sentido se ha señalado que el «Estado de Bienestar ha otorgado una nueva dimensión a la democracia a partir de la concreción de un conjunto de derechos sociales».
Como un tipo de economía mixta, el estado de bienestar financia a las instituciones gubernamentales para el cuidado de la salud y la educación junto con beneficios directos otorgados a ciudadanos individuales. Las primeras características del estado de bienestar, como las pensiones públicas y el seguro social, se desarrollaron a partir de la década de 1880 en los países industrializados occidentales. La Primera Guerra Mundial, la Gran Depresión y la Segunda Guerra Mundial han sido eventos importantes que marcaron el comienzo de la expansión del estado de bienestar. El estado de bienestar moderno surgió como una manera de superar la Gran Depresión de la década de 1930 bajo una forma de intervencionismo estatal para abordar el desempleo masivo, la caída de la producción y el colapso del sistema financiero.

## Concepto
El Estado del bienestar, en relación con los derechos económicos, sociales y culturales, considerados como derechos humanos, se define como:

El paso de una seguridad social solo para algunos, a una seguridad social para todos los ciudadanos, marca la aparición del Estado de bienestar. Los derechos de seguridad social, es decir, las pensiones, la sanidad, el desempleo, junto a los servicios sociales, el derecho a la educación, la cultura y otros servicios públicos aplicados al conjunto de los ciudadanos y no solo a los trabajadores, definirán la política de bienestar social como sello de identidad de las democracias europeas más avanzadas.

En la ciencia política, el término Estado del bienestar (Welfare State) tiene en parte usos o significados distintos y se considera que es principalmente una categoría empírica para el análisis comparativo de las actividades de los Estados modernos.
Los estudios acerca del Estado del bienestar se pueden dividir entre los dedicados a su origen, características o función general y los que se centran en la implementación específica por los Estados de tales esquemas y en ambos casos tanto de forma aislada como de forma comparativa.
La noción de «Estado benefactor» tiene su origen en el año 1946, como consecuencia de la experiencia traumática de la crisis generalizada producto de la Gran Depresión, que, generalmente, se considera que culminó en la Segunda Guerra Mundial
que trajo el desempleo y la miseria a millones, fueron fundamentales en el cambio al estado de bienestar en muchos países. Durante la Gran Depresión, el estado de bienestar fue visto como un "camino intermedio" entre los extremos del comunismo de la izquierda y el laissez-faire del capitalismo de la derecha.
De acuerdo a Claus Offe, es uno de los dos factores ―junto a la existencia de partidos políticos masivos y en competencia― que hace posible la existencia del capitalismo democrático o «Estado de economía mixta».
David Anisi sugirió que es un tipo de pacto social en el que se estableció un reparto más equitativo de los beneficios y de la riqueza entre toda la población con objeto de evitar el malestar social que llevó a las sociedades europeas a la Segunda Guerra Mundial. La expresión económica del Estado del bienestar fue el pacto keynesiano que durante la postguerra pretendía un desarrollo económico equilibrado socialmente, así como el pleno empleo.

## Historia

### Orígenes y evolución del término
Las nociones actuales de «Estado del bienestar» corresponden al término inglés Welfare State (del que se traduce literalmente), cuyo uso quedó acuñado a partir de 1945, en la posguerra de la Segunda Guerra Mundial, a partir de una expresión original de William Temple, Arzobispo de Canterbury, en la que contraponía el Welfare State al Warfare State (‘Estado de guerra’) de la Alemania Nazi. La popularización de concepto se debió en gran medida a la enorme difusión de su libro Citizen and Churchman, publicado en 1941. Dos años antes el catedrático de la Universidad de Oxford Alfred Zimmern ya había utilizado el término welfare, propio de los regímenes democráticos, para contraponerlo al power de los regímenes fascistas, entonces en plena expansión.
Con anterioridad ya se venían utilizando otros términos que expresan aproximadamente las mismas aspiraciones. En Inglaterra se hablaba de asistencia social o asistencia pública (social assistance o public assistance) organizada bajo las «leyes de pobres» («poor laws»). En Francia, durante el Segundo Imperio (1852-1870), el término «Estado-providencia» («État-Providence») fue acuñado por los republicanos que preconizaban un «Estado social» (État social) y criticaban la filosofía individualista de ciertas leyes (como la Ley Le Chapelier, que prohibía los sindicatos). En la Alemania del Segundo Reich (1871) los «socialistas de cátedra» (universitarios) introdujeron el término Wohlfahrtsstaat ('estado de bienestar') para describir el sistema diseñado por las políticas bismarckianas en materia social (ver Estado Social).
Entre los socialistas de cátedra destacó Adolph Wagner que formuló lo que hoy se conoce como «Ley de Wagner», que predice un crecimiento del gasto público a causa del aumento del ámbito de actuación del Estado hasta convertirse en «el Estado de bienestar y la cultura». Las características de este «Estado de bienestar y de la cultura» anuncian algunos de los rasgos esenciales del Estado del Bienestar (crecimiento del gasto público; creación de nuevas instituciones de intervención estatal; impuesto progresivo sobre la renta). La «Ley de Wagner»» contaba con el antecedente de la «monarquía social» propuesta por el jurista Lorenz von Stein. Se trataba de institucionalizar ciertas reformas sociales que corrigieran las desigualdades provocadas por el desarrollo de la sociedad industrial y que evitaran las revoluciones. Otro antecedente, fuera del ámbito alemán, serían las demandas y las actuaciones del socialista francés Louis Blanc durante la Revolución de 1848.

### Periodización
A principios de la década de 1980 el politólogo estadounidense Hugh Heclo propuso diferenciar tres fases en el desarrollo del Estado del bienestar (estudiosos más recientes han propuesto establecer una cuarta fase, que abarcaría el periodo posterior a 1980):
1. Fase de experimentación (desde 1870 hasta 1925). Se produce la ruptura con las formas de beneficencia —privadas o públicas— existentes hasta entonces, al empezar a ocuparse el Estado de las necesidades de las clases trabajadoras. La primera experiencia fue el proyecto de «seguridad social» del canciller conservador Otto von Bismarck (ley de seguros sociales y de enfermedad de 1883; ley de accidentes de trabajo de 1884; ley de invalidez y vejez de 1889), que con ello pretendía restarle apoyos al Partido Socialdemócrata Alemán. Esta fase se cerraría con la Constitución de Weimar de 1919 en la que por primera vez fueron reconocidos ciertos derechos sociales (siguiendo la noción de «democracia social» propuesta por el jurista Hermann Heller), aunque su aplicación práctica fue muy limitada.[16]
2. Fase de consolidación (desde 1925 hasta 1945). Las dos experiencias más importantes de esta fase fueron el New Deal de Franklin D. Roosevelt, la respuesta estadounidense al desempleo masivo provocado por la crisis de 1929, y el acuerdo de Saltsjöbaden de 1938 entre la patronal y los sindicatos suecos, propiciado por el gobierno socialdemócrata, que logró alcanzar el pleno empleo y dio nacimiento al Estado del bienestar en Suecia.[17]
3. Fase de expansión (desde 1945 hasta 1980). El estado de bienestar se generalizó en todos los estados democráticos europeos, siendo el pionero Reino Unido gracias a las leyes aprobadas a propuesta del gobierno laborista de Clement Attlee. En paralelo se aplicó la política económica keynesiana que suponía un fuerte incremento del intervenicionismo del Estado en la economía (el gasto público llegó a representar entre un 40 y un 50 por 100 del PIB) y cuyo objetivo principal era asegurar el pleno empleo, dejando atrás la «Gran Depresión».[18]
4. Fase de crisis y redefinición (desde principios de la década de 1980 hasta nuestros días). La crisis del petróleo de 1973 puso fin al crecimiento espectacular de los «Treinta Años Gloriosos» (1945-1975) dando paso a la estanflación que las políticas keynesianas se mostraron ineficaces para superarla. La caída de los ingresos fiscales provocó la crisis Estado del Bienestar, con crecientes dificultades por parte de los gobiernos para financiarlo. Además, a partir de 1979-1980 se impusieron las políticas neoliberales aplicadas por Margaret Thatcher en Reino Unido y por Ronald Reagan en Estados Unidos, lo que supuso la reducción del intervencionismo del Estado en la economía y su «adelgazamiento (rolling back the state), poniendo en riesgo la viabilidad del Estado del Bienestar. No obstante, este no desapareció aunque tuvo que «redefinirse» para adaptarse a la nueva situación.[19]

#### 1. Fase de experimentación (desde 1870 a 1925)
A pesar de que existen algunos antecedentes en sistemas políticos anteriores, se ha alegado que la percepción del mejoramiento del bienestar material general de la población, como una de las funciones centrales de la Sociedad o Estado, realmente se inició con los orígenes de la Ilustración.
En ese período, a pesar de que el poder de los monarcas llegó a ser absoluto, aparece el concepto del déspota ilustrado, cuya función era, especialmente en Alemania, traer progreso y bienestar social y económico a su pueblo
―ver Características y evolución del cameralismo―.
De acuerdo a Gertrude Himmelfarb ―historiadora neoconservadora―, esto culminó alrededor del comienzo del siglo XIX:

La tesis es que los 1800 marcó un quiebre intelectual, después del cual la pobreza llegó a ser crecientemente reconocida por los conscientes y autodesignados portadores del «espíritu de la época» como un problema del sistema más que del trabajador. [...] Éxitos futuros en resolver la pobreza requerirán reconocer tanto el aspecto material como moral del problema.
Gertrude Himmelfarb

A lo largo de la segunda mitad del siglo XIX, en la mayor parte de los países de la Europa Occidental, la llamada «cuestión social» ―expresada en la presión política de movimientos sociales, especialmente los movimientos obreros― impulsó a los Gobiernos a adaptar la legislación sobre la condición social de la clase trabajadora y el trabajo, legislación que fue progresivamente modificada. La mayor parte de estas medidas fueron puntuales y de alcance mínimo, con características que dependen tanto de la historia como de las circunstancias político-sociales de cada país. Sin embargo, es posible notar un movimiento hacia servicios incrementalmente más comprensivos.

#### 2. Fase de consolidación (1925-1945)
Esta situación culmina en las crisis económicas del Período de entreguerras y concomitantes crisis sociopolíticas (ver Gran Depresión), dado que las dictaduras que surgieron demostraron ser capaces de resolver las crisis de forma más efectiva que las democracias. Tanto la Unión Soviética con el Plan Quinquenal, como la Alemania Nazi de preguerra, la Italia de Mussolini (quien fue elogiado por «hacer que los trenes funcionaran a tiempo», es decir, por poner fin a las huelgas y el caos económico que había dominado a ese país) y el Japón imperial, países todos que impusieron fuertes controles estatales a la economía, resolvieron la crisis a mediados de los años treinta. Esto llevó al auge de proyectos políticos totalitarios, y no solo entre el ciudadano común y corriente. Por ejemplo, el 20 de enero de 1927, durante una visita a Roma, el entonces conservador y autodeclarado «constitucionalista y antisocialista» Winston Churchill declaró que si él hubiera sido italiano, se habría unido a Mussolini:

Agregaré una palabra sobre el aspecto internacional del fascismo. Externamente su movimiento ha rendido un servicio al mundo entero. [...] Italia ha demostrado que hay maneras de luchar contra las fuerzas subversivas, maneras que pueden llevar las masas populares, propiamente dirigidas, a apreciar y defender el honor y la estabilidad de una sociedad civilizada. Ha previsto el antídoto necesario al veneno ruso. De ahora en adelante, ninguna gran nación estará desprovista de un último medio de protección contra el crecimiento canceroso del bolchevismo.
Winston Churchill, citado en «The menace of Fascism»

Alrededor de esas fechas, Churchill sugirió ametrallar a huelguistas como manera práctica de terminar la huelga. Aun tan tarde como en 1938, en vísperas del inicio de la Segunda Guerra Mundial, Churchill declaró que si alguna vez Inglaterra llegara a tener los mismos problemas que Alemania de postguerra, él esperaba que llegara a encontrar su «Sr. Hitler»
amenazando las concepciones del Estado liberal y la democracia, lo que a su vez amenazó la estabilidad mundial, culminando en la Segunda Guerra Mundial (1939-1945).
Es en ese sentido que Waligorsky dice que se propuso la intervención estatal «como un resguardo contra el poder del mercado para socavar nuestras instituciones políticas y sociales más valuables. [...] Un mercado totalmente libre es definitivamente no el mejor mercado para una democracia, un mercado sin regulaciones no garantiza ni justicia ni prosperidad.»
Se admite generalmente que el resumen que Claus Offe hace de ese desarrollo es correcto:

El Estado de bienestar ha sido el resultado combinado de diversos factores (…) El reformismo socialdemócrata, el socialismo cristiano, élites políticas y económicas conservadoras ilustradas, y grandes sindicatos industriales fueron las fuerzas más importantes que abogaron en su favor y otorgaron esquemas más y más amplios de seguro obligatorio, leyes sobre protección del trabajo, salario mínimo, expansión de servicios sanitarios y educativos y alojamientos estatalmente subvencionados, así como el reconocimiento de los sindicatos como representantes económicos y políticos legítimos del trabajo.
Claus Offe

A fin de evitar errores, es necesario agregar específicamente la influencia de sectores liberales y demócrata-cristianos, con personajes tales como David Lloyd George y Konrad Adenauer, respectivamente.

#### 3. Fase de expansión (1945-1980)
A partir de las reflexiones anteriores ―y comenzando en 1945― se implementaron en la Europa Occidental las políticas socioeconómicas que llegaron a ser conocidas como «Estado del bienestar» moderno. Esa implementación dio origen a lo que Eric Hobsbawm ―entre otros―
ha llamado «la edad de oro del capitalismo»,
ya que ocasionó el período de crecimiento económico sostenido más exitoso en el siglo XX.
Algunas autoridades
argumentan que tales desarrollos se efectuaron bajo la propuesta general del keynesianismo. Otras
aducen que fue bajo las propuestas generales del ordoliberalismo (ver Estado Social). Sin embargo, la mayoría de los estudiosos del tema sugieren que hay una similitud básica entre estas visiones y aun otras, tales como las del dirigismo propuesto en Francia en ese período
etc. (ver también: Economía del bienestar).

#### 4. Fase de crisis y redefinición (desde 1980 hasta nuestros días)
A fines de la década de 1970, el estado de bienestar capitalista contemporáneo comenzó a declinar, en parte debido a la crisis económica del capitalismo y el keynesianismo de la Segunda Guerra Mundial, y en parte debido a la falta de una base ideológica bien articulada para el estado de bienestar.
En 1956, Karl Popper describió los logros de esa propuesta en los siguientes términos:

En ningún otro momento, y en ninguna parte, han sido los hombres más respetados, como hombres, que en nuestra sociedad. Nunca antes los Derechos Humanos y la dignidad humana han sido tan respetados y nunca antes ha habido tantos dispuestos a hacer sacrificios por otros, especialmente por aquellos menos afortunados que ellos. Esos son los hechos. [...] Quiero enfatizar que estoy al tanto de otros hechos. El poder todavía corrompe, incluso en nuestro mundo. Empleados públicos todavía se comportan a veces como amos descorteses. Todavía abundan dictadores de bolsillo. [...] Pero todo eso no se debe tanto a la falta de buenas intenciones como a la falta de habilidad e incompetencia.
Karl Popper

Popper continúa:

Pero volvamos nuestra atención a asuntos más importantes. Nuestro mundo libre ha eliminado casi, si no completamente, los grandes males que con anterioridad han asediado la vida social de los hombres. [...] Veamos lo que se ha logrado, no solo aquí en Gran Bretaña a través del Estado del bienestar, sino con algún método u otro en todas partes en el mundo libre.
Karl Popper (op. cit.

Y da la siguiente lista de lo que él considera ―desde el punto de vista liberal― los males que pueden ser resueltos o remediados por la cooperación social:
- Pobreza
- Desempleo y formas similares de inseguridad social.
- Enfermedad y dolor.
- Crueldad penal.
- Esclavitud y otras formas de servidumbre.
- Discriminación racial y religiosa.
- Falta de oportunidades educacionales.
- Diferencias rígidas de clase.
- La guerra.

Desde un punto de vista conservador, los beneficios del Estado del bienestar son dobles: por un lado, la generación de consenso social de forma que el sistema funcione de forma armónica y eficiente.
y, por el otro, siguiendo de lo anterior, una función de creación y reforzamiento de valores éticos fundamentales a la existencia y estabilidad de relaciones sociales, llevando así a una creciente integración social: «La provisión de los beneficios (del Estado del bienestar) es sobre la base de ayudar a los menos privilegiados a adquirir la disciplina necesaria para adherirse a los estándares morales (sociales o comunes)»:

La respuesta conservadora es que el debate acerca de si debería haber un Estado del bienestar ha terminado. El debate apropiado a estos días debería ser acerca de las modalidades a través de las  cuales las «ayudas recibidas por derecho» (entitlements) son entregadas. Las modalidades importan, porque algunas promueven y otras no los atributos y actitudes ―mirar al futuro, independencia, responsabilidad por la vida saludable― indispensables para una vida digna en una sociedad económicamente vibrante que un Estado del bienestar devorador de ingresos necesita en una época de población que envejece.
George Will

Conviene recordar que la visión conservadora del Estado es que ese existe para satisfacer las necesidades humanas (desde el punto de vista liberal es promover la libertad ciudadana) y como tal los conservadores aceptan el Estado del bienestar
(ver también Alfred Müller-Armack).
Las ventajas desde el punto de vista de la socialdemocracia son, generalmente, los de un avance reformista ―paulatino pero seguro― hacia el socialismo, asegurando al mismo tiempo la protección y profundización de la democracia a través del reconocimiento del derecho legítimo de los sindicatos y representantes de comunidades y minorías sociales marginadas en la toma de decisiones gubernamentales, así como la creciente integración a esas decisiones de los principios de la justicia social, dignidad humana y participación ciudadana.
Para comenzar, por lo menos en parte debido a esas diferencias de aproximación y como la cita de Popper sugiere, los proyectos en diferentes países se veían como disímiles, posiblemente opuestos.
Sin embargo, con el paso del tiempo se nota que las políticas practicadas en los países europeos occidentales convergen en relación con dar un rol económico activo al Estado con el fin de obtener ciertos objetivos sociales comunes (tales como el bienestar social y crecimiento económico) y se hace evidente que el progreso y la estabilidad de cada país europeo dependen de la de sus vecinos. Así, se crea un consenso que abarca desde los sectores más izquierdistas de los partidos social demócratas hasta los más derechistas o conservadores en los demócrata cristianos. Ese consenso es lo que llegó a ser conocido como el modelo europeo de gobernanza, basado no solo en la idea de que la sociedad ―a través del Estado― tiene una responsabilidad por sus ciudadanos, sino también en que el bienestar de cada uno, tanto individuos como países, depende del bienestar del vecino y que ese bien común, a pesar de visiones e intereses diferentes, puede lograrse a través de la práctica de la política de los consensos (ver democracia deliberativa). Se empieza a hablar entonces de las "construcciones de comunidades". Véase Tratados de Roma y Comunidades Europeas. El resultado de todo lo anterior es lo que se conoce como el modelo del Estado del bienestar.
Posteriormente, y a partir de una crítica temprana al Estado del bienestar desde el punto de vista de la escuela austriaca,
algunos políticos ―por ejemplo, Margaret Thatcher en el Reino Unido
buscaron implementar lo que fue generalmente percibido como una tentativa de «desmantelar el Estado del bienestar».
Más allá de una discusión acerca de las posibles intenciones de Thatcher y otros,
el hecho es que esos personajes introdujeron modificaciones profundas al Estado del bienestar ―por lo menos tal y como se practicaba en Inglaterra― motivados principalmente ―se ha sugerido― tanto por una malinterpretación de la posición de Hayek 
como lo que algunos consideran una falta de comprensión de las consecuencias socioeconómicas de tales tentativas
y las dificultades envueltas en las mismas.
Consecuentemente los resultados del proyecto de la Sra. Thatcher no fueron, quizás, los esperados por los partidarios de la «liberación de las fuerzas económicas». En los años que siguieron a la implementación de tales medidas, la inflación en Inglaterra alcanzó un 20 %. Tanto las tasas de interés como las de desempleo subieron excesivamente y la base industrial británica fue diezmada.
Mientras tanto, en Estados Unidos, Ronald Reagan sería elegido con una promesa de “reducir impuestos, aumentar el presupuesto de defensa y equilibrar y reducir el gasto fiscal”.
implementó políticas similares que, en su conjunto, llegaron a ser conocidas como neoliberalismo. Durante esa presidencia comenzó el aumento desmesurado de la deuda tanto pública como privada en Estados Unidos. Contrariamente a lo esperado por sus partidarios, el déficit fiscal estadounidense creció desde 0,9 billones de dólares a más de 3 billones, la tasa de inversiones industriales declinó precipitadamente ―siendo reemplazada por grandes inversiones en instrumentos financieros en lo que ha sido llamado una orgía especulativa―, el desempleo llegó al 10 % de la fuerza de trabajo y la seguridad de trabajo y los ingresos reales del resto decayeron.
El continuado desarrollo de esas tendencias llevó finalmente a la crisis de las hipotecas basura, que forzó al presidente George W. Bush (hijo del anterior) a la mayor intervención estatal en la historia de Estados Unidos: la inyección de 700 000  millones de dólares para sostener los bancos amenazados por la quiebra en ese país, duplicando en el proceso la «deuda pública».
En septiembre de 2007, esa deuda llegó a 8,9 billones de dólares (8,9 trillions, según el sistema inglés).
En noviembre de 2008, cuando Barack Obama asumió la presidencia, la deuda ascendía a 10,56 billones de dólares.
A nivel mundial, la imposición de tales políticas llevó a la decadencia del crecimiento económico mundial, de una tasa promedio de casi 3 % anual en el periodo 1950-1973 a uno de menos de 1,5 % en el 1973-2000. Al mismo tiempo, el ingreso per cápita del cuartil de mayores ingresos ha sido mucho más rápido que el de menores ingresos, lo que ha aumentado dramáticamente la desigualdad social.
Situación que ha continuado en la primera década del siglo XXI. En octubre de 2010 el Fondo Monetario internacional publicó una tabla que muestra que el crecimiento económico mundial ha declinado (con la excepción de Asia incluyendo China) incluso con relación a 1980.
A pesar de lo anterior, los mecanismos, logros y objetivos del Estado del bienestar aún se mantienen, en Europa, no solo como fundamento moral de cohesión social, sino también como base realista y necesaria del bienestar socioeconómico común. Por ejemplo, el Libro verde sobre los servicios de interés general, presentado por la Comisión Europea en mayo de 2002, define la noción del interés general europeo como «la satisfacción de las necesidades básicas de los ciudadanos y la preservación de bienes públicos, cuando el mercado falla».
Más recientemente, como consecuencia de la Crisis económica de 2008-2009, la demócrata cristiana Angela Merkel ―haciéndose eco del sentimiento keynesiano― proclamó: «Solo el Estado es capaz de restaurar la confianza necesaria»,
y tanto el socialista no marxista ―con influencia cristiana y fabiana― Gordon Brown como el conservador Nicolas Sarkozy han opinado que «el laissez-faire tuvo su hora» e incluso el periódico The Economist ―bastión del pensamiento liberal clásico moderno― ha dicho:

Para los liberales, [...] la crisis ha puesto de relieve defectos en la manera en que ellos también implementan sus modelos. Lograr regulaciones adecuadas es tan importante como liberar los mercados; puede que un sector público eficiente cuente tanto como un sector privado eficiente, inversiones públicas en transporte, educación y salud, bien hechas, pueden pagar dividendos. [...] Pragmatismo y eficiencia siempre son de importancia.

En cuanto al futuro del estado de bienestar se han señalado las incertidumbres que se han abierto por la aparición de sectores sociales no cualificados —de alta inestabilidad y fuerte precariedad laboral— que demandan políticas específicas para librarlos de la marginalidad que chocan con las de los sectores cualificados que piden más transferencias de mayor calidad. A lo que hay que añadir la disminución de la duración del «ciclo vital activo» frente al «ciclo vital pasivo» como consecuencia del aumento del período escolar-universitario (los jóvenes se incorporan cada vez más tarde al mercado laboral) y, sobre todo, del aumento de la esperanza de vida. «Todo apunta a que el mantenimiento en el futuro de las actuales titularidades de derechos sociales en asistencia sanitaria y en políticas de pensiones sólo será posible con un incremento sustancial del peso de estas políticas en el total del gasto público de cada país».

## Interpretaciones y criterios de comparación de Estados del bienestar

### Interpretaciones
Se entiende por Estado del bienestar, como concepto general, uno en el cual corresponde al Estado o a la Sociedad asumir la responsabilidad del bienestar social y económico de sus miembros. Esta responsabilidad es entendida generalmente como comprensiva y universal, porque «bienestar» es un concepto amplio que se aplica a todos.
Adicionalmente, para algunos, tal bienestar es un derecho.
A pesar de que la propuesta original en ese sentido
se basaba en el simple argumento que administrar prestaciones como derechos ciudadanos o de los habitantes sería más simple y de menor costo que administrarlos de alguna otra manera, el debate al respecto se extendió a examinar muchos otros aspectos y fundamentos de los derechos sociales, con mucha influencia de la obra seminal de Beatrice Webb,
debate que finalmente dio origen, por parte del sociólogo Thomas H. Marshall,
al concepto de «ciudadanía social», que sugiere que el concepto de ciudadanía debe entenderse como implicando derechos.
En la actualidad, la mayoría de esos argumentos se basan en la sugerencia rawlasiana de la Justicia como equidad.
Para otros, tal derecho no existe como tal, sino que más bien hay un deber
ya sea del Estado, la sociedad o sus miembros ―la llamada responsabilidad social―
que puede o no concebirse como emanada o fundada ya sea en el concepto de bien común.
o en la responsabilidad moral
o en el concepto legal de obligación conjunta derivada de un hipotético contrato social.
que, a su vez, puede o no ser explícito en una Constitución
(ver también Interés público).
Sin embargo, para otros, el asunto no trata de principios, sino de objetivos: el propósito del Estado no puede ser otro que promover el Interés público o «social» o «común» de manera práctica.
Además, siempre según Suárez, incluye la posibilidad de lograr bienes terrenales para una existencia digna del hombre,
mientras que John Locke aduce que: «El fin del gobierno es el bien de la humanidad», en «Chapter XIX: “Of the Dissolution of Goverment”, en Second Treatise of Government; y James Madison agrega: «El bien público, el verdadero bienestar de la gran masa del pueblo, es el objetivo a ser perseguido; y ninguna forma de gobierno en absoluto tiene otro valor que el adecuarse al logro de ese objetivo».
Así, se sugiere, si fuera el caso que los gastos que el sistema implica son de beneficio a la sociedad en su conjunto, tales gastos serían ampliamente justificados.
Desde este punto de vista, los gastos de «bienestar» pueden ser considerados no solo gastos de «buen funcionamiento» de la sociedad, sino también como inversión social,
pudiendo ser vistos no solo como aumentando la cohesión social sino también la productividad común.
Adicionalmente se alega que tales gastos pueden implicar un ahorro o disminución de costos, ya sea para obtener bienes y servicios de interés general
o que los gastos sociales son más efectivos y cuestan menos que otras medidas de reducción de problemas sociales, por ejemplo, criminalidad,
etc. A extremis, esta visión puede ser concebida como utilitaria, con una concepción de la sociedad como grupo de interés: sería, se puede alegar, más efectivo y eficiente gastar en asuntos sociales que eliminar o controlar los problemas que de otra manera se multiplicarían
(Ver también anomia). Sin embargo, y a pesar de que tal percepción facilita y ordena el discurso político-social con relación a los gastos sociales, en la medida que centra la atención en ventajas comunes promoviendo al mismo tiempo el desarrollo de técnicas y conceptos de utilidad social
se ha alegado, en contra, que esta aproximación empobrece la visión tanto académica como social.
Lo anterior da origen a tres interpretaciones principales sobre la idea de Estado del bienestar:
- Estado del bienestar como concepto general, de acuerdo al cual los miembros de una sociedad tienen la expectativa legítima de que la sociedad, el gobierno o el Estado los apoye, ya sea en general o en momentos de necesidad, o la expectativa real de que ellos se beneficiarán de los esfuerzos comunes y del progreso social. En esta visión general, tal expectativa es considerada bien un derecho de los ciudadanos o bien una obligación u objetivo social.

- Estado del bienestar como el sistema en el cual el Estado como tal asume la responsabilidad por el bienestar de los ciudadanos. Ciertos ejemplos de este modelo del Estado del bienestar se basan en una «red o sistema de seguridad», con provisiones claramente delimitadas.

- Estado del bienestar puede identificarse con sistemas generales de bienestar social. En muchos «Estados» del bienestar, el bienestar no se proporciona actual o exclusivamente por el Estado, sino por una combinación de servicios independientes, voluntarios, mutualistas y gubernamentales. En algunos casos de este tipo, el Estado o gobierno actúa como coordinador de las provisiones y al mismo tiempo como proveedor de último recurso. En otros, el Estado puede delegar la provisión de servicios a caridades, organizaciones sociales o privadas (apoyándolas financieramente); en este último caso, algunos autores utilizan el término «sociedad del bienestar».

### Criterios de comparación
Deborah Mitchell
identifica cinco aproximaciones principales a esos estudios comparativos:
- Comparaciones de políticas: comparar los términos explícitos sobre los cuales se propone y toma acción. Briggs se centra en el origen y evolución histórica del concepto del bienestar tanto en Europa como en los Estados Unidos.[92] Flora y Heindenheimer, a partir de tales desarrollos, proponen que a menudo tal desarrollo, a pesar de las diferencias ideológicas, etc., tiene lugar a lo largo de líneas similares[93]

- Comparaciones de ingresos: tales ingresos son los recursos económicos dedicados a los sistemas de beneficencia. Maynard[94] sugiere dos sistemas básicos: pago a través de impuestos (pago obligatorio) y pago a través de sistemas de seguros (pago voluntario). Wilensky muestra que el nivel de tales gastos depende principalmente de la estructura social (incluyendo edad) de la población y de la duración de implementación del sistema como tal.[95]

- Comparaciones de productos: diferentes Estados implementan reglas y mecanismos diferentes. Esping Andersen utiliza tales diferencias para establecer un sistema de clasificación relacionado con la entrega de servicios específicos y asunciones generales.[96]

- Comparaciones de servicios. A través de la consideración de la entrega de servicios y beneficios: qué hacen, cómo se financian, quién los controla, etc.[97][98]

- Comparaciones de resultados: se ha alegado -desde este punto de vista- que lo que importa acerca de estos sistemas no es lo que se intenta o cuál es el proceso, sino si la población se beneficia o no en consecuencia. Esta es la base del trabajo efectuado por el Luxembourg Income Study cuando analizó y comparó los servicios de asistencia social en diferentes países.[99]

## El Estado del bienestar en Europa
Es frecuente escuchar decir que existe un solo modelo social europeo, como contraposición al modelo social existente en los Estados Unidos. Lo cierto es que la realidad es mucho más compleja. Existen en realidad distintos modelos sociales (es decir, Estados del bienestar) tanto en el seno de la Unión Europea como en algunos países europeos que no forman parte de ella. A pesar de que cada país tiene unas particularidades propias, se pueden distinguir cuatro modelos distintos:
- El modelo nórdico, de Noruega, Suecia, Finlandia, Dinamarca e Islandia.
- El modelo continental, de Austria, Bélgica, Francia, Alemania y Luxemburgo.
- El modelo anglosajón, de Irlanda y Reino Unido.
- El modelo mediterráneo, de Grecia, Italia, Portugal y España.

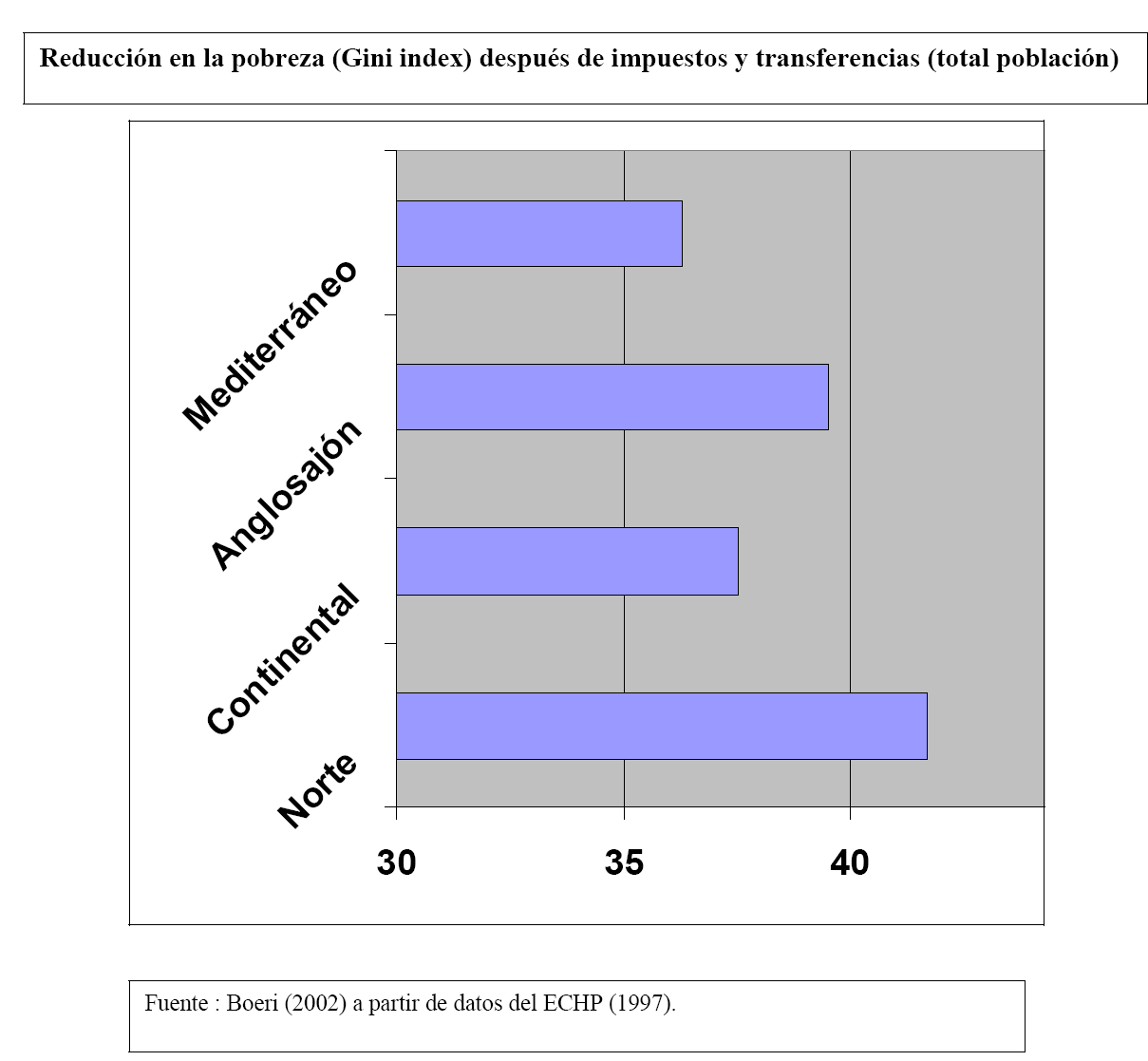
Reducción en la pobreza de los distintos modelos sociales europeos.

### El modelo nórdico
Como se puede observar en el gráfico, presenta el nivel más alto de protección social y su característica principal es la provisión universal basada en el principio de ciudadanía, es decir, que existe un acceso más generalizado, con menos condiciones, a las prestaciones sociales.
En lo que se refiere al mercado de trabajo, estos países se caracterizan por importantes gastos (relativos) en políticas activas con el objetivo de la reinserción rápida en el mercado de trabajo de los desempleados. Se caracterizan también por un elevado número de empleos públicos. Los sindicatos tienen una elevada afiliación y un importante poder de decisión lo que provoca una baja dispersión de los salarios (una distribución más equitativa de la renta).
El modelo nórdico se caracteriza también por una elevada cuña fiscal.

#### Características del modelo nórdico
Los países nórdicos son estados pequeños, relativamente homogéneos en términos de etnicidad y religión, de larga tradición democrática, de respeto por los derechos humanos y de estado de derecho.
Entre 1870 y 1918 tuvo lugar la abolición del trabajo de menores, pensiones para personas adultas pobres, seguros de riesgos profesionales, fondos para seguro de enfermedad. Entre 1919 y 1950 se produjo una importante extensión de los derechos sociales, el movimiento obrero tuvo un papel fundamental consiguiendo la extensión de relaciones laborales autónomas, por medio de acuerdos entre patrones y sindicatos, una tasa alta de organización de todos los asalariados, incluyendo mujeres. Una colaboración efectiva entre los líderes de clases sociales y el nuevo grupo de «ingenieros sociales» que se unieron a los partidos socialdemócratas. El universalismo es una de las principales características del modelo nórdico, junto con la financiación por impuestos, la provisión pública de transferencias y servicios, énfasis en los servicios sociales personales, provisiones de alta calidad y tasas de compensaciones altas e igualitarias.

### El modelo continental
Es similar al nórdico pero con una mayor proporción de gastos orientados a las pensiones. Se basa en el principio de «asistencia» (ayuda) y «sécurité sociale» (sistema de seguros), con un sistema de subsidios parcialmente no condicionado a la permeabilidad (por ejemplo en Francia, donde existen subsidios cuyo único requisito es tener más de 25 años. Sin embargo, otros beneficios dependen de contribuciones voluntarias a sociedades ya sea estatales, mutualistas o privadas de seguros).
En lo que se refiere al mercado de trabajo, las políticas activas son menos importantes y a pesar de que los sindicatos tienen una afiliación muy baja, estos tienen un importante poder de decisión en las negociaciones colectivas.
Otro elemento importante del modelo continental son los subsidios por invalidez.

### El modelo anglosajón
Este modelo está caracterizado por una previsión o medidas preventivas menores que otros modelos y por una asistencia social de tipo último recurso más importante (los beneficios dependiendo en parte de ahorros, etc). Los subsidios se dirigen en mayor medida hacia la población en edad de trabajar y los jóvenes (por ejemplo, cada familia recibe una asignación por hijo, que se transforma en «ingreso mínimo» a los 16 años a quienes continúen estudiando), y en menor medida hacia las pensiones. El acceso a los subsidios está condicionado en mayor medida a la empleabilidad (por ejemplo, se condicionan los subsidios a que la persona haya trabajado anteriormente o esté buscando trabajo).
En lo que se refiere al mercado de trabajo, los gastos en políticas activas ―de promoción de empleos, educación y calificación de trabajadores―son relativamente importantes. Sin embargo, medidas de Seguridad Industrial son menores que otros modelos y los sindicatos tienen un menor poder de participación en decisiones ya sea gubernamentales o patronales. Esta es una de las razones por las que estos países tienen una mayor dispersión de la renta y un mayor número de empleos con bajos salarios.
Sin embargo, el modelo anglosajón es considerado uno de los más eficientes ―solo superado por el nórdico― en lo relacionado con reducción de la pobreza y en promover incentivos para trabajar, lo que, de acuerdo a algunos, lo hace preferible puesto que sus mejores resultados en materia de empleo lo hacen más sostenible financieramente a largo plazo.

### El modelo mediterráneo
Este modelo corresponde a los países que han desarrollado un Estado del bienestar más tardíamente (años setenta y ochenta). Se trata del modelo social con menores gastos y está fuertemente basado en las pensiones y en unos gastos de asistencia social muy bajos. Existe en estos países una mayor segmentación de los derechos y estatus de las personas que reciben subsidios, que se refleja en un acceso muy condicionado a las prestaciones.
La característica principal del mercado del trabajo es una fuerte protección del empleo (no confundir con protección del trabajador o subsidio de desempleo) y el recurso a la jubilación anticipada como forma de mejora del empleo. Los sindicatos tienen una presencia importante asegurada por la extensión de los acuerdos alcanzados en negociaciones colectivas más allá de la presencia real de los sindicatos. Nuevamente, esto tiene como resultado una menor dispersión en los salarios que en el modelo anterior.

## Evaluación de los modelos sociales europeos

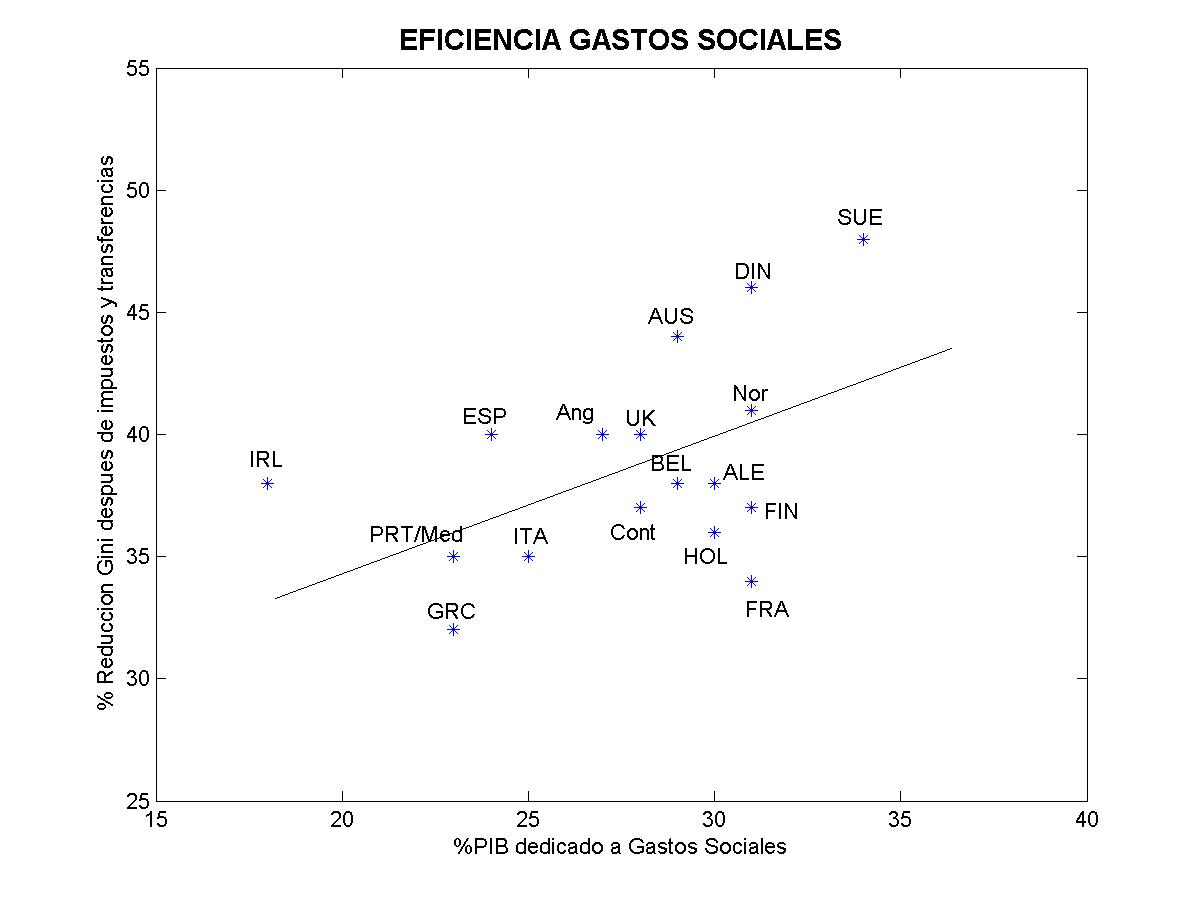
Eficiencia de los gastos sociales en los distintos modelos sociales.

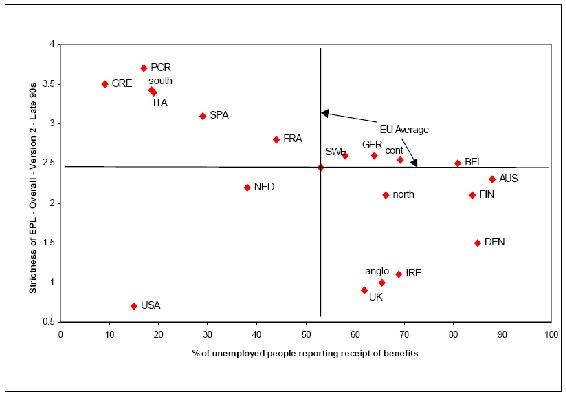
Como se puede observar, existe una relación inversa entre protección al empleo y número de trabajadores que reciben subsidios de desempleo.

La primera pregunta a la que hay que responder cuando se pretende evaluar los distintos modelos sociales europeos es qué criterios utilizar. Los tres criterios utilizados por Boeri (2002) y Sapir (2005) son:
- La reducción de la pobreza.
- La protección contra los riesgos del mercado de trabajo.
- Las recompensas por la participación al trabajo.

### La reducción de la pobreza
El gráfico de la derecha muestra la reducción en las desigualdades después de tomar en consideración los impuestos y las transferencias, es decir, en qué medida cada modelo social reduce la pobreza sin tener en cuenta la reducción de esta provocada por los impuestos y las transferencias. En general, la capacidad de reducción de la pobreza está en línea con la talla del Estado del bienestar: a mayor proporción del PIB dedicado a los gastos sociales, mayor reducción de la pobreza. Sin embargo, otro aspecto a tener en cuenta es ver si algunos modelos son más eficientes en la reducción de la pobreza que otros. Por esto se entiende que con un menor gasto social se consiga una mayor reducción de la pobreza.
En este caso, el gráfico de la derecha muestra que los modelos anglosajón y nórdico son más eficientes que el continental y mediterráneo, pero sobre todo muestra que el continental es el menos eficiente. Dado su elevado gasto social, se esperaría una mayor reducción de la pobreza que la que consigue este modelo. Obsérvese como el modelo anglosajón se encuentra por encima de la línea trazada, indicando que reduce más de lo esperado (teniendo en cuenta el resto de modelos) la pobreza. En cambio el modelo continental se encuentra por debajo de la línea y más alejado que el modelo mediterráneo, indicando que es el que menos reduce la pobreza dado su gasto social.

### Protección contra los riesgos del mercado de trabajo
La protección contra los riesgos del mercado de trabajo puede ser, en general, de dos tipos:
- Mediante regulación del mercado de trabajo (lo que se conoce con el nombre de protección del trabajo); básicamente, con el incremento de los costes de despido para las empresas.
- Mediante seguros de desempleo, que en este caso protegen al trabajador desempleado y se suele financiar mediante impuestos a los trabajadores con empleo.

Como se observa en el gráfico, existe un claro trade-off (palabra frecuente en la jerga económica que significa sacrificar algo por conseguir otro objetivo) entre estos dos instrumentos de protección del mercado de trabajo; obsérvese cómo se podría trazar una línea de media con pendiente negativa. Como se observa, los distintos países europeos han seleccionado distintas medidas de protección (se observan distintos puntos en el gráfico). En esta elección, las diferencias se pueden resumir de la siguiente forma:
- Los países mediterráneos prefieren una mayor protección del trabajo, mientras que un número muy reducido de sus trabajadores reciben subsidios de desempleo.
- Los países nórdicos, en cambio, protegen poco el trabajo, pero, sin embargo, la mayor parte de sus trabajadores en situación de desempleo reciben subsidios.
- Los países continentales presentan un nivel ligeramente más elevado de ambas variables que la media europea.
- Los países anglosajones basan su protección en los subsidios de desempleo, con un nivel muy reducido de protección del trabajo.

La evaluación de ambas medidas de protección es complicada. En general, existe un consenso entre economistas en que la protección del trabajo genera ineficiencia en las empresas: puesto que las empresas no pueden despedir a los trabajadores libremente, quizá decidan no despedir a pesar de no necesitar a tales trabajadores, dañando su eficiencia. No existe tal consenso en cuanto a si la protección del trabajo genera un mayor desempleo que la protección del trabajador.

### Las recompensas por la participación al trabajo

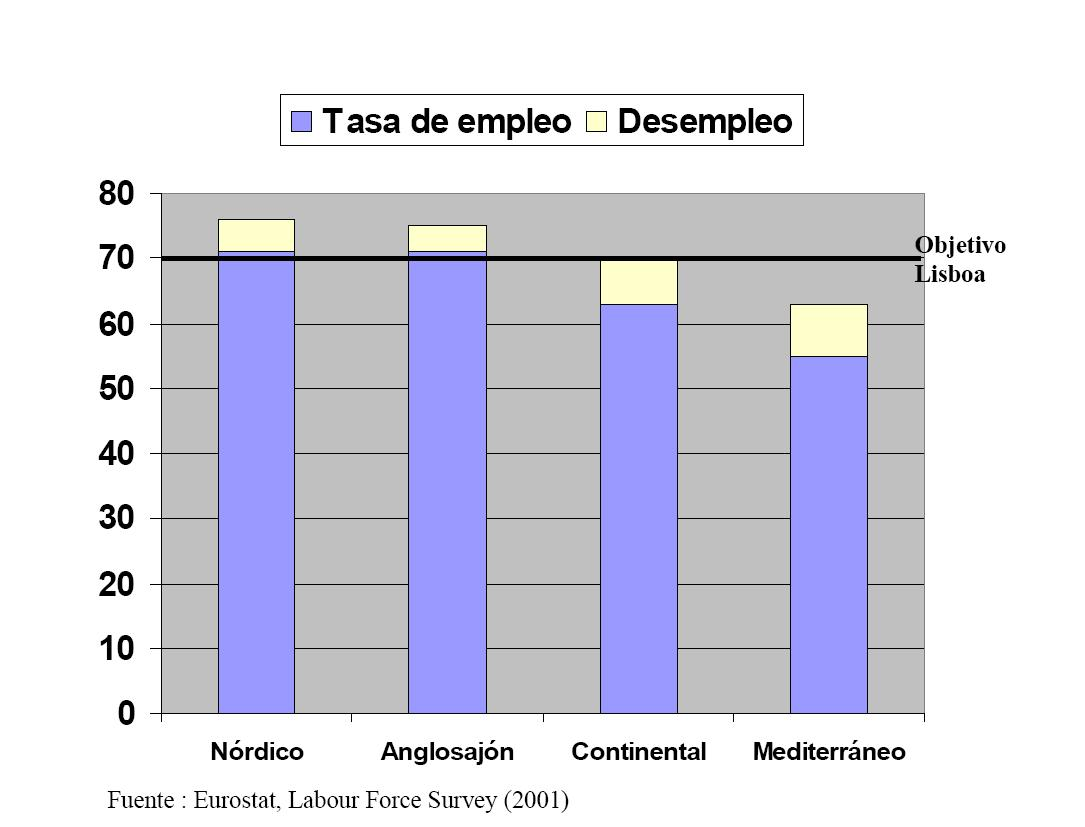
Tasa de empleo y tasa de desempleo en cada modelo social. Véase definición en el texto (pues no es la habitual en las estadísticas laborales).

Los incentivos al trabajo y las recompensas por la participación al trabajo de cada modelo se pretenden analizar a través de lo que se define como ratio de empleo por población, como en el gráfico adjunto. Allí se comparan los diferentes grupos de países a través de dos tasas definidas particularmente con este objeto: una tasa de empleo (entendida como el porcentaje de trabajadores ocupados sobre la población en edad laboral) y una tasa de desempleo (entendida como el porcentaje de trabajadores desempleados sobre la población en edad laboral). Hay que tener en cuenta que las tasas utilizadas en este gráfico se han calculado no en términos de población activa (puesto que en ese caso sumarían siempre 100, al ser sus la población ocupada y la población en paro dos únicos componentes) que es la manera habitual de publicarlas en las estadísticas que miden la estructura laboral de la población; sino en términos de población en edad laboral (distinta según las legislaciones de cada país, pero habitualmente entre 16 y 65 años). La manera más habitual de denominar la relación entre población activa y población en edad laboral es «tasa de incorporación».
La denominada Estrategia de Lisboa de la Unión Europea estableció en 2001 que la tasa de empleo de los países de la UE debería alcanzar como mínimo el 70 % para el año 2010.
En este caso, el gráfico muestra que son los países del modelo nórdico y anglosajón los que tienen una mayor tasa de empleo mientras que los continentales y mediterráneos tienen una tasa de empleo por debajo del objetivo de Lisboa.

### Eficiencia y equidad

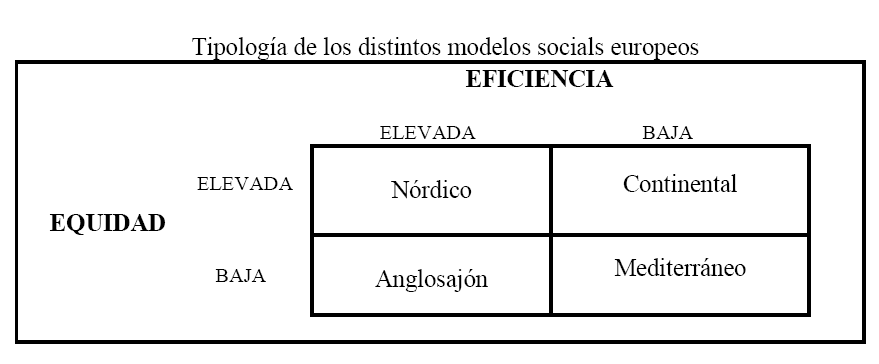
Clasificación de los distintos modelos sociales europeos con relación a su eficiencia y equidad.

A modo de evaluación general, los modelos sociales de los diferentes tipos de Estado del bienestar se han valorado en función de dos criterios:
- La eficiencia, es decir, si el modelo provee los incentivos necesarios para que el mayor número de personas trabaje, y por tanto, haya altas tasas de actividad y ocupación.
- La equidad, es decir, si mantiene el riesgo de pobreza relativamente bajo.

Como se observa en el gráfico, el mejor modelo en función de la combinación de estos dos criterios es el nórdico. El modelo continental tiene menor eficiencia, mientras que el modelo anglosajón tiene menor equidad. El modelo mediterráneo es inferior en ambos aspectos.
Algunos economistas consideran que entre el modelo continental y el anglosajón es este último el preferible, debido a su rentabilidad a largo plazo y a sus mejores resultados en materia de empleo, mientras que el nivel de equidad depende de las preferencias de cada país (Sapir, 2005). Otros economistas consideran que el modelo continental no puede considerarse peor que el anglosajón puesto que este también es el resultado de las preferencias de sus ciudadanos (Fitoussi et al., 2000; Blanchard, 2004).

### En castellano
- Beck, Ulrich: Presente y futuro del Estado del bienestar: el debate europeo. Mino y Dávila, 2005.
- Berian, Josetxo: Estado de bienestar, planificación e ideología (Trabajo social, política social). Editorial Popular, 1990.
- Fernández García, Tomás: Estado de bienestar y socialdemocracia: ideas para el debate. Madrid: Alianza, 2005.
- Grau Morancho, Ramiro: Crisis del Estado del bienestar. Madrid: Trivium, 1994. ISBN 84-7855-824-1.
- Pico López, Josep: Teorías sobre el estado del bienestar. Madrid: Siglo Veintiuno Editores (Sociología y política), 1987.
- Rojas, Mauricio: Reinventar el Estado del bienestar. La experiencia de Suecia (Editorial Gota a Gota. Madrid - 2008.
- Navarro, Vicenc: Bienestar insuficiente, democracia incompleta. Barcelona: Anagrama.
- Muñoz de Bustillo Llorente, Rafael (coord.): El Estado de bienestar en el cambio de siglo. Madrid: Alianza, 2007.
- Offe, Claus: Contradicciones en el estado del bienestar. Madrid: Alianza, 2007.
- Sánchez, Jordi (2023) [1996]. «Estado de bienestar».  En Miquel Caminal; Xavier Torrens, eds. Manual de Ciencia Política. Prólogo de Jordi Capo Giol (7ª edición). Madrid: Tecnos. pp. 135-159. ISBN 978-84-309-8785-6.
- Sen, Amartya Kumar: Bienestar, justicia y mercado. Madrid: Paidós Ibérica, 1997.
- Sen, Amartya Kumar: Sobre ética y economía. Madrid: Alianza, 2003.
- Sen, Amartya Kumar: Nueva economía del bienestar. Valencia (España): Universidad de Valencia. Servicio de Publicaciones, 1995.
- Varios autores: Estado de bienestar, desarrollo económico y ciudadanía: algunas lecciones de la literatura contemporánea (estudios y perspectivas). Nueva York: United Nations Publications, 2006.
- Varios autores: Pros y contras del Estado del bienestar. Madrid: Tecnos (Colección Semilla y Surco. Serie de sociología), 1996.
- Varios autores: Las estructuras del bienestar en Europa. Estudios de la Fundación ONCE sobre el Estado de bienestar. Madrid: Escuela Libre, 2000.
- Velarde Fuertes, Juan; y Cercas Alonso, Alejandro: El Estado del bienestar. Madrid: Acento, 1999.

### En otros idiomas
- Beito, David T: From Mutual Aid to the Welfare State. UNC Press, 2000.
- Blanchard, O. (2004): The Economic Future of Europe. NBER Economic Papers
- Boeri, T. (2002): Let Social Policy Models Compete and Europe Will Win, presentación para la conferencia de la John F. Kennedy School of Government; Universidad de Harvard, 11-12 de abril de 2002.
- Esping-Andersen, G: The Three Worlds of Welfare Capitalism. Polity Press, 1990).
- Fitoussi J.P. and O. Passet (2000): Reformes structurelles et politiques macroéconomiques: les enseignements des «modèles» de pays, en Reduction du chômage: les réussites en Europe. Rapport du Conseil d'Analyse Economique, n.23, Paris, La documentation Française, pp. 11–96.
- Mishra, Ramesh: The Welfare State in Crisis: Social Thought and Social Change. Harvester Press, 1984.
- Mishra, Ramesh: The Welfare State in Capitalist Society. Harvester Press, 1990.
- Sapir, A. (2005): Globalisation and the Reform of European Social Models. Bruselas: Bruegel. Accesible por internet en .
- Shmidt, M, G: Wohlfahrtstaatliche Politik unter bürgerlichen und sozialdemokratische? Regierungen: Cumpus, 1982.
- Streeck, Wolfgang y Yamamura, Kōzō: The origins of nonliberal Capitalism.